# Iniistius aneitensis
Iniistius aneitensis е вид бодлоперка от семейство Labridae. Видът не е застрашен от изчезване.

## Разпространение и местообитание
Разпространен е в Австралия, Американска Самоа, Британска индоокеанска територия, Вануату, Виетнам, Гуам, Индия, Индонезия, Камбоджа, Кения, Кирибати, Мавриций, Малайзия, Малдиви, Маршалови острови, Микронезия, Науру, Нова Каледония, Палау, Папуа Нова Гвинея, Провинции в КНР, Самоа, САЩ, Северни Мариански острови, Сингапур, Соломонови острови, Тайван, Тайланд, Танзания, Тонга, Тувалу, Уолис и Футуна, Фиджи, Филипини и Япония.
Обитава пясъчните дъна на океани, морета, лагуни и рифове. Среща се на дълбочина от 12 до 23 m, при температура на водата от 26,6 до 28,1 °C и соленост 34,2 – 34,6 ‰.

## Описание
На дължина достигат до 24 cm.